# Álvaro Brachi
Álvaro Rodríguez Brachi (Sevilla, 6 de enero de 1986) es un exfutbolista español que jugó en la demarcación de defensa como último equipo para el CD Utrera de la Tercera División de España. Es hijo de exfutbolista Gabino Rodríguez.

## Biografía
Jugó en las categorías inferiores del Real Betis Balompié hasta que en 2005 llegó al equipo B del club. Jugó en el Real Betis Balompié "B" durante dos temporadas, hasta que en 2007 dejó la institución para fichar por el RCD Espanyol "B". Jugó un total de 105 partidos con el club, marcando cinco goles y ascendiendo en 2009 a la Segunda División B de España tras quedar primero en su grupo de la Tercera División de España. 
En 2010 dejó el club para viajar a Chipre y fichar por el Anorthosis Famagusta. Después de una temporada en el club, fue traspasado al Videoton FC. Un año después de hacer su debut con el equipo ganó la Copa de la liga de Hungría y la Magyar Szuperkupa.

## Clubes
| Club                    | País      | Año         | Partidos | Goles |
| ----------------------- | --------- | ----------- | -------- | ----- |
| Real Betis Balompié "B" | España    | 2005 - 2007 | ¿?       | ¿?    |
| RCD Espanyol "B"        | España    | 2007 - 2010 | 105      | 5     |
| Anorthosis Famagusta    | Chipre    | 2010 - 2011 | 24       | 2     |
| Videoton FC             | Hungría   | 2011 - 2016 | 97       | 4     |
| NK Domžale              | Eslovenia | 2016 - 2017 | 25       | 1     |
| CD Utrera               | España    | 2018        | 10       | 0     |

## Palmarés

### Campeonatos nacionales
| Título                     | Club             | País    | Año  |
| -------------------------- | ---------------- | ------- | ---- |
| Tercera División de España | RCD Espanyol "B" | España  | 2009 |
| Copa de la liga de Hungría | Videoton FC      | Hungría | 2012 |
| Magyar Szuperkupa          | Videoton FC      | Hungría | 2012 |